# Weerstatistieken februari Nederland en België
Deze pagina bevat de gemiddelde waarden en de uitzonderlijke gebeurtenissen op weergebied in de maand februari in Nederland en België, zoals geregistreerd door respectievelijk de KNMI-weerstations in Nederland en het KMI in Ukkel, België.

## Weerstatistieken maand februari in Nederland 1901-2024

### Gemiddelden
Langjarige gemiddelden in het tijdvak 1991-2020.
|                                                  | De Bilt | Eelde | Rotterdam | Maastricht |
| ------------------------------------------------ | ------- | ----- | --------- | ---------- |
| Gemiddelde temperatuur in graden Celsius         | 3,9     | 3,0   | 4,3       | 3,7        |
| Gemiddelde minimumtemperatuur in graden Celsius  | 0,7     | -0,1  | 1,1       | 0,7        |
| Gemiddelde maximumtemperatuur in graden Celsius  | 7,0     | 6,0   | 7,1       | 6,7        |
| Dagen met max temperatuur > 20 C                 | .       | .     | .         | .          |
| Gemiddelde relatieve vochtigheid in procenten    | 84,0    | 87,0  | 84,1      | 83,2       |
| Gemiddelde neerslagduur in procenten van de tijd | 9,8     | 9,4   | 9,5       | 10,3       |
| Gemiddelde neerslaghoeveelheid in mm             | 63,1    | 54,7  | 65,9      | 57,6       |
| [ 1 ]                                            |         |       |           |            |

### Extremen
Hieronder volgen ranglijsten voor de hoogste en laagste gemiddelde temperatuur, de grootste en laagste neerslagsom en het grootste en laagste aantal uren zonneschijn, zoals gemeten op het KNMI-station in De Bilt tussen 1901 en 2024. De lijst van maandrecords is samengesteld uit de beschikbare gegevens van de genoemde stations.
| #     | Hoogste gemiddelde temperatuur in °C | Hoogste gemiddelde temperatuur in °C | Grootste neerslagsom in mm | Grootste neerslagsom in mm | Grootste aantal uren zonneschijn | Grootste aantal uren zonneschijn | #   |
| ----- | ------------------------------------ | ------------------------------------ | -------------------------- | -------------------------- | -------------------------------- | -------------------------------- | --- |
| 1.    | 2024                                 | 8,2                                  | 1946                       | 171,8                      | 2018                             | 159,2                            | 1.  |
| 2.    | 1990                                 | 7,6                                  | 2020                       | 156,9                      | 2003                             | 157,7                            | 2.  |
| 3.    | 2020                                 | 7,2                                  | 2002                       | 139,4                      | 2019                             | 136,8                            | 3.  |
| 4.    | 2002                                 | 7,1                                  | 2022                       | 133,2                      | 1975                             | 134,8                            | 4.  |
| 5.    | 2022                                 | 6,8                                  | 2024                       | 122,6                      | 1920                             | 129,3                            | 5.  |
| 6.    | 1995                                 | 6,7                                  | 1970                       | 115,0                      | 2008                             | 127,8                            | 6.  |
| 7.    | 2014                                 | 6,5                                  | 1950                       | 110,1                      | 2021                             | 127,1                            | 7.  |
| 8.    | 1998                                 | 6,4                                  | 1990                       | 110,0                      | 2002                             | 115,7                            | 8.  |
| 9.    | 1926                                 | 6,4                                  | 2000                       | 102,4                      | 1985                             | 113,8                            | 9.  |
| 10.   | 1961                                 | 6,3                                  | 1937                       | 101,7                      | 2015                             | 112,8                            | 10. |
| #     | Laagste gemiddelde temperatuur in °C | Laagste gemiddelde temperatuur in °C | Kleinste neerslagsom in mm | Kleinste neerslagsom in mm | Kleinste aantal uren zonneschijn | Kleinste aantal uren zonneschijn | #   |
| 1.    | 1956                                 | -6,7                                 | 1986                       | 0,4                        | 1926                             | 25,5                             | 1.  |
| 2.    | 1947                                 | -5,6                                 | 1985                       | 1,9                        | 1907                             | 36,8                             | 2.  |
| 3.    | 1929                                 | -5,5                                 | 1959                       | 5,1                        | 1966                             | 38,2                             | 3.  |
| 4.    | 1942                                 | -4,3                                 | 1934                       | 5,6                        | 2024                             | 38,4                             | 4.  |
| 5.    | 1986                                 | -3,6                                 | 1917                       | 6,2                        | 1946                             | 39,9                             | 5.  |
| 6.    | 1963                                 | -3,2                                 | 1932                       | 7,3                        | 1919                             | 39,9                             | 6.  |
| 7.    | 1917                                 | -1,5                                 | 1929                       | 7,9                        | 1923                             | 41,0                             | 7.  |
| 8.    | 1940                                 | -1,3                                 | 1921                       | 10,6                       | 1979                             | 41,1                             | 8.  |
| 9.    | 1979                                 | -0,9                                 | 1982                       | 14,8                       | 1945                             | 41,2                             | 9.  |
| 10.   | 1901                                 | -0,9                                 | 1963                       | 14,9                       | 1906                             | 41,9                             | 10. |
| [ 2 ] |                                      |                                      |                            |                            |                                  |                                  |     |

| | Officiële records | Officiële records | Officiële records |  | Landelijke records                                 | Landelijke records | Landelijke records                        |
| Gebeurtenis | Datum             | Extreem           | Locatie           |  | Datum                                              | Extreem            | Locatie                                   |
| --- | ----------------- | ----------------- | ----------------- |  | -------------------------------------------------- | ------------------ | ----------------------------------------- |
| Laagste etmaalgemiddelde temperatuur (°C) | 16 februari 1956  | −14,9             | De Bilt           |  | 16 februari 1956                                   | −17,4              | Eelde                                     |
| Hoogste etmaalgemiddelde temperatuur (°C) | 4 februari 2004   | 14,4              | De Bilt           |  | 24 februari 2021                                   | 15,4               | Woensdrecht                               |
| Laagste minimumtemperatuur (°C) | 16 februari 1956  | −21,6             | De Bilt           |  | 16 februari 1956                                   | −25,2              | Volkel                                    |
| Hoogste minimumtemperatuur (°C) | 20 februari 1990  | 11,8              | De Bilt           |  | 4 februari 2004 24 februari 2021                   | 12,6 12,6          | Westdorpe, Woensdrecht Wijk aan Zee       |
| Laagste maximumtemperatuur (°C) | 1 februari 1956   | −11,2             | De Bilt           |  | 14 februari 1929                                   | −13,2              | Maastricht                                |
| Hoogste maximumtemperatuur (°C) | 26 februari 2019  | 18,9              | De Bilt           |  | 27 februari 2019                                   | 20,5               | Arcen                                     |
| Hoogste uurgemiddelde windsnelheid (m/s) | 1 februari 1953   | 23,1              | De Bilt           |  | 1 februari 1953                                    | 29,8               | Eindhoven                                 |
| Hoogste windstoot (m/s) | 5 februari 1999   | 32,0              | De Bilt           |  | 5 februari 2013                                    | 64,0               | Hansweert                                 |
| Langste zonneschijnduur (uur) | 25 februari 1902  | 10,5              | De Bilt           |  | 25 februari 1902                                   | 10,5               | De Bilt                                   |
| Langste neerslagduur (uur) | 14 februari 2016  | 23,5              | De Bilt           |  | 16 februari 1969, 15 februari 1987                 | 24,0               | Maastricht                                |
| Hoogste etmaalsom van de neerslag (mm) | 8 februari 1946   | 53,9              | De Bilt           |  | 8 februari 1946                                    | 53,9               | De Bilt                                   |
| Laagste etmaalgemiddelde relatieve vochtigheid (%) | 15 februari 1994  | 42                | De Bilt           |  | 14 februari 1994 15 februari 1994 14 februari 2021 | 40 40              | Leeuwarden Leeuwarden, Twenthe Maastricht |
| Laagste uurwaarde luchtdruk op zeeniveau (hPa) | 26 februari 1989  | 956,4             | De Bilt           |  | 25 februari 1989                                   | 954,4              | Vlissingen                                |
| Hoogste uurwaarde luchtdruk op zeeniveau (hPa) | 16 februari 2008  | 1046,7            | De Bilt           |  | 16 februari 2008                                   | 1048,1             | Eelde                                     |
| Officiële records worden altijd gemeten op het KNMI-weerstation in De Bilt. Landelijke records kunnen worden gemeten op elk officieel KNMI-weerstation in Nederland. |                   |                   |                   |  |                                                    |                    |                                           |

### Uitzonderlijke gebeurtenissen
- 2021 - Recordreeks van 6 (winter)dagen op rij (20-25 februari) met een maximum temperatuur van 15 °C of meer.[4]

## Weerstatistieken maand februari in België 1833-heden

### Gemiddelden
Vanaf 2011 werden de nieuwe normale waarden opnieuw berekend op basis van de gemiddelde metingen in Ukkel over de referentieperiode 1981-2010. De oude normalen hebben verschillende referentieperiodes.
|                                     | normaal (oud) | normaal (nieuw) | record + | jaar | record - | jaar |
| ----------------------------------- | ------------- | --------------- | -------- | ---- | -------- | ---- |
| Luchtdruk in hPa                    | 1016,8        | 1017,4          | 1032,4   | 1959 | 1001,8   | 1879 |
| Gemiddelde windsnelheid in m/s      | 4             | 3,8             | 6,3      | 1990 | 2,6      | 1959 |
| Zonneschijnduur in hh:mi            | 76            | 77              | 157      | 1975 | 28:53    | 2010 |
| Gemiddelde temperatuur in °C        | 3,5           | 3,7             | 7,9      | 1990 | -6,1     | 1956 |
| Gemiddelde maximumtemperatuur in °C | 6,2           | 6,6             | 11,6     | 1990 | -2,7     | 1956 |
| Gemiddelde minimumtemperatuur in °C | 0,3           | 0,7             | 4,8      | 1926 | -10,5    | 1956 |
| Relatieve vochtigheid in %          | 83,9          | 83              | 95       | 1888 | 69       | 1985 |
| Gemiddelde dampdruk in hPa          | 6,5           | 6,7             | 9,2      | 1926 | 3,2      | 1956 |
| Neerslagtotaal in mm                | 52,9          | 63,1            | 167,8    | 2002 | 5,4      | 1890 |
| Neerslagdagen in d                  | 16            | 16,3            | 27       | 1877 | 4        | 1959 |
| [ 14 ]                              |               |                 |          |      |          |      |

### Extremen
Overzicht van de hoogste en laagste 5 waarden voor de maand februari vanaf 1833 voor gemiddelde temperatuur, neerslaghoeveelheid en aantal neerslagdagen en vanaf 1887 voor zonneschijnduur in Ukkel.
|                        | Gemiddelde temperatuur | Gemiddelde temperatuur | Zonneschijnduur | Zonneschijnduur | Neerslaghoeveelheid | Neerslaghoeveelheid | Aantal neerslagdagen | Aantal neerslagdagen |
|                        | Jaar                   | °C                     | Jaar            | uren            | Jaar                | mm                  | Jaar                 | dagen                |
| ---------------------- | ---------------------- | ---------------------- | --------------- | --------------- | ------------------- | ------------------- | -------------------- | -------------------- |
| Hoogste waarden        |                        |                        |                 |                 |                     |                     |                      |                      |
| 1990                   | 7,9                    | 1975                   | 155             | 2002            | 167,8               | 1877                | 27                   |                      |
| 1926                   | 7,6                    | 2018                   | 149             | 1946            | 149,0               | 1958                | 26                   |                      |
| 1961                   | 7,2                    | 2003                   | 146             | 1957            | 135,6               | 1937                | 26                   |                      |
| 2002                   | 7,1                    | 1985                   | 144             | 1937            | 135,1               | 1957                | 25                   |                      |
| 2020                   | 7,0                    | 1949                   | 129             | 1910            | 115,4               | 2010                | 24                   |                      |
| Normale waarde (oud)   |                        | 3,5                    |                 | 76              |                     | 52,9                |                      | 16                   |
| Normale waarde (nieuw) |                        | 3,7                    |                 | 77              |                     | 63,1                |                      | 16,3                 |
| Laagste waarden        |                        |                        |                 |                 |                     |                     |                      |                      |
| 1986                   | -3,2                   | 1946                   | 36              | 1921            | 9,5                 | 1986                | 8                    |                      |
| 1942                   | -3,5                   | 1923                   | 35              | 1986            | 9,3                 | 1930                | 7                    |                      |
| 1929                   | -3,6                   | 1966                   | 35              | 1934            | 8,5                 | 1975                | 7                    |                      |
| 1855                   | -4,6                   | 2009                   | 33              | 1959            | 5,9                 | 1985                | 6                    |                      |
| 1956                   | -6,1                   | 2010                   | 29              | 1890            | 5,4                 | 1959                | 4                    |                      |
| [ 19 ]                 |                        |                        |                 |                 |                     |                     |                      |                      |

### Uitzonderlijke gebeurtenissen
Deze zijn in België:
- 1877 - Slechts één dag van deze maand blijft het droog.
- 1890 - Dit is de droogste maand februari ooit. Er valt slechts een tiende van de normale hoeveelheid regen.
- 1923 - In Ukkel schijnt de zon deze maand slechts 35 uur (normaal: 75 uur). Dit is de somberste maand februari van de eeuw, samen met februari 1966.
- 1942 - Dit jaar heeft het tijdens de maand februari elke dag gevroren in Ukkel (zoals in 1956). In dit station telt de maand een recordwaarde van zeventien sneeuwdagen. De maximale dikte van de sneeuwlaag bedraagt 18 cm. Elders in het land, meer bepaald in de Ardennen, worden merkwaardige sneeuwdikten gemeten: 18 cm in Ezemaal (Landen), 35 cm in Spa, 50 cm in Hives (La Roche), 70 cm in Borgoumont (Stoumont) en ongeveer 1 meter op het plateau van de Hoge Venen.
- 1945 - In Ukkel wordt geen sneeuwval gesignaleerd tijdens deze hele maand februari. Dit zal ook het geval zijn in 1959, 1972, 1975, 1980 en 1982.
- 1946 - Het heeft veel geregend tijdens de maand februari. We meten een recordwaarde van 149,0 mm water in Ukkel (normaal: 53,5 mm).
- 1956 - In Ukkel is de maand niet alleen de koudste februari van de eeuw (met een ruime voorsprong op 1929), het is ook de koudste maand van de eeuw zonder meer: de gemiddelde temperatuur van de maand bedraagt slechts –6,1 °C (normaal: 3,0 °C). Zoals ook het geval was in 1942 heeft het de hele maand gevroren, waarbij de minimumtemperatuur eenentwintig keer onder –10 °C is gezakt. De laagste temperatuur (–16,7 °C) wordt geregistreerd de 23ste (zie verder Winter van 1955-1956).
- 1959 - In Ukkel worden in februari twee records gevestigd. Enerzijds is het de droogste februarimaand, met een totale neerslaghoeveelheid van 5,9 mm (normaal: 53,5 mm). Anderzijds telt de maand slechts vier neerslagdagen (tegen 17 dagen normaal), het laagste aantal van de eeuw voor februari.
- 1966 - Ex aequo met 1923, is dit de somberste maand februari van de eeuw. De zon schijnt in Ukkel slechts 35 uur (normaal: 75 uur).
- 1975 - De zon schijnt gedurende 155 uur in Ukkel (normaal: 90 uur). Dit is de zonnigste maand februari ooit.
- 1990 - In Ukkel is de gemiddelde temperatuur de hoogste ooit voor de maand februari: 7,9 °C (normaal: 3,0 °C).
- 2002 - Natste februari ooit met 167.8 mm neerslag te Ukkel.
- 2003 - Op twee na zonnigste februari met 146 uur zonneschijn te Ukkel (normaal: 75 uur).
- 2009 - Dit jaar was het de somberste februarimaand ooit, met slechts een derde van het normale aantal uren zonneschijn: 33 uur
- 2010 - Dit jaar is de maand februari nog somberder: 29 uur (normaal: 90 uur).
- 2014 - Te Ukkel werd in deze maand februari geen enkele vorstdag waargenomen.
- 2018 - Op een na zonnigste februari met te Ukkel 149 uur zonneschijn.
- 2019 - 26 februari bereikte met 20,2 °C de hoogste maximumtemperatuur in februari ooit.
- 2020 - Op 13 dagen werd ergens in België onweer waargenomen (normaal: 4).
- 2024 - Warmste februari met te Ukkel een gemiddelde temperatuur van 8.3°C (normaal: 4.2°C) en gemiddelde minimumtemperatuur van 6 graden (normaal: 1.5°C), tegelijk was het één van de somberste februarimaanden met te Ukkel 30 uur zonneschijn (normaal 73 uur) en werd net als in 2014 geen enkele vorstdag waargenomen (normaal 9 dagen).